# Grand Prix automobile de Détroit 1985
Résultats du Grand Prix automobile de Détroit de Formule 1 1985 qui a eu lieu sur le circuit urbain de Détroit le 23 juin 1985.

## Classement
| Pos. | No | Pilote             | Écurie                 | Tours | Temps/Abandon                      | Grille | Points |
| ---- | -- | ------------------ | ---------------------- | ----- | ---------------------------------- | ------ | ------ |
| 1    | 6  | Keke Rosberg       | Williams-Honda         | 63    | 1 h 55 min 39 s 851 (131,475 km/h) | 5      | 9      |
| 2    | 28 | Stefan Johansson   | Ferrari                | 63    | + 57 s 549                         | 9      | 6      |
| 3    | 27 | Michele Alboreto   | Ferrari                | 63    | + 1 min 03 s 170                   | 3      | 4      |
| 4    | 4  | Stefan Bellof      | Tyrrell-Ford           | 63    | + 1 min 06 s 225                   | 19     | 3      |
| 5    | 11 | Elio De Angelis    | Lotus-Renault          | 63    | + 1 min 26 s 966                   | 8      | 2      |
| 6    | 7  | Nelson Piquet      | Brabham-BMW            | 62    | + 1 tour                           | 10     | 1      |
| 7    | 18 | Thierry Boutsen    | Arrows-BMW             | 62    | + 1 tour                           | 21     |        |
| 8    | 8  | Marc Surer         | Brabham-BMW            | 62    | + 1 tour                           | 11     |        |
| 9    | 23 | Eddie Cheever      | Alfa Romeo             | 61    | + 2 tours                          | 7      |        |
| 10   | 25 | Andrea De Cesaris  | Ligier-Renault         | 61    | + 2 tours                          | 17     |        |
| 11   | 17 | Gerhard Berger     | Arrows-BMW             | 60    | + 3 tours                          | 24     |        |
| 12   | 26 | Jacques Laffite    | Ligier-Renault         | 58    | Pompe à essence                    | 16     |        |
| Abd. | 12 | Ayrton Senna       | Lotus-Renault          | 51    | Accident                           | 1      |        |
| Abd. | 3  | Martin Brundle     | Tyrrell-Ford           | 30    | Collision                          | 18     |        |
| Abd. | 10 | Philippe Alliot    | RAM-Hart               | 27    | Collision                          | 23     |        |
| Abd. | 5  | Nigel Mansell      | Williams-Honda         | 26    | Accident                           | 2      |        |
| Abd. | 2  | Alain Prost        | McLaren-TAG            | 19    | Accident                           | 4      |        |
| Abd. | 22 | Riccardo Patrese   | Alfa Romeo             | 19    | Allumage                           | 14     |        |
| Abd. | 16 | Derek Warwick      | Renault                | 18    | Transmission                       | 6      |        |
| Abd. | 15 | Patrick Tambay     | Renault                | 15    | Accident                           | 15     |        |
| Abd. | 29 | Pierluigi Martini  | Minardi-Motori Moderni | 11    | Moteur                             | 25     |        |
| Abd. | 1  | Niki Lauda         | McLaren-TAG            | 10    | Freins                             | 12     |        |
| Abd. | 19 | Teo Fabi           | Toleman-Hart           | 4     | Embrayage                          | 13     |        |
| Abd. | 9  | Manfred Winkelhock | RAM-Hart               | 3     | Turbo                              | 20     |        |
| Abd. | 24 | Piercarlo Ghinzani | Osella-Alfa Romeo      | 0     | Accident                           | 22     |        |

## Pole position et record du tour
- Pole position : Ayrton Senna en 1 min 42 s 051 (vitesse moyenne : 141,917 km/h).
- Meilleur tour en course : Ayrton Senna en 1 min 45 s 612 au 51e tour (vitesse moyenne : 137,132 km/h).

## Tours en tête
- Ayrton Senna : 7 (1-7)
- Keke Rosberg : 56 (8-63)

## À noter
- 4e victoire pour Keke Rosberg.
- 19e victoire pour Williams en tant que constructeur.
- 4e victoire pour Honda en tant que motoriste.